# Benzingia jarae
Benzingia jarae är en orkidéart som först beskrevs av David Edward Bennett och Eric Alston Christenson, och fick sitt nu gällande namn av Robert Louis Dressler. Benzingia jarae ingår i släktet Benzingia och familjen orkidéer.
Artens utbredningsområde är Peru. Inga underarter finns listade i Catalogue of Life.